# Irlandzcy posłowie do Parlamentu Europejskiego 2019–2024
Irlandzcy posłowie IX kadencji do Parlamentu Europejskiego zostali wybrani w wyborach przeprowadzonych 24 maja 2019, w których wyłoniono 11 deputowanych. W 2018 zaplanowano przyznanie Irlandii 2 dodatkowych mandatów (w ramach rozdzielenia części mandatów przynależnych Wielkiej Brytanii), jednak procedura ich obsadzenia została opóźniona w związku z przesunięciem daty brexitu i przeprowadzeniem wyborów również w Wielkiej Brytanii.

## Posłowie według list wyborczych
Fine Gael
- Deirdre Clune, poseł do PE od 1 lutego 2020 (objęcie mandatu było zawieszone do czasu brexitu)
- Frances Fitzgerald
- Seán Kelly
- Colm Markey, poseł do PE od 20 listopada 2020
- Maria Walsh

Independents 4 Change
- Clare Daly
- Mick Wallace

Fianna Fáil
- Barry Andrews, poseł do PE od 1 lutego 2020 (objęcie mandatu było zawieszone do czasu brexitu)
- Billy Kelleher

Partia Zielonych
- Ciarán Cuffe
- Grace O’Sullivan

Sinn Féin
- Chris MacManus, poseł do PE od 6 marca 2020

Kandydat niezależny
- Luke Flanagan

Byli posłowie IX kadencji do PE
- Matt Carthy (wybrany z ramienia Sinn Féin), do 7 lutego 2020
- Mairead McGuinness (wybrana z ramienia Fine Gael), do 11 października 2020